# Вануату на Светском првенству у атлетици на отвореном 2017.
Вануату је учествовао на Светском првенству у атлетици на отвореном 2017. одржаном у Лондону од 4. до 13. августа, шеснаести пут, односно учествовао је на свим првенствима до данас. Репрезентацију Вануатуа представљао је један атлетичар који се такмичио у трци на 200 м,.
На овом првенству Вануату није освојио ниједну медаљу, нити је оборен неки рекорд.

## Резултати

### Мушкарци
| Атлетичар | Дисциплина | Лични рекорд | Квалификације    | Квалификације    | Полуфинале           | Полуфинале           | Финале               | Финале | Детаљи |
| Атлетичар | Дисциплина | Лични рекорд | Резултат         | Место            | Резултат             | Место                | Резултат             | Место  | Детаљи |
| --------- | ---------- | ------------ | ---------------- | ---------------- | -------------------- | -------------------- | -------------------- | ------ | ------ |
| Пол Нало  | 200 м      |              | Диск.чл.163.3(а) | Диск.чл.163.3(а) | Није се квалификовао | Није се квалификовао | Није се квалификовао | Диск.  |        |